# Katharine Burdekin
Katharine Penolope Cade, conocida como escritora como Katharine Burdekin,  Kay Burdekin o Murray Constantine, (Spondon, 10 de agosto de 1896 - Suffolk, 23 de julio de 1963) fue una escritora británica de ciencia ficción. En sus novelas solía describir mundos feministas distópicos.

## Juventud
Katharine nació en Spondon en 1896, siendo la hija más joven de entre los cuatro hijos que tuvo Charles Cade. Su familia vivió durante muchos años en Derby, donde estuvo influenciada por Joseph Wright. Durante un periodo de tiempo fue educada en su propia casa, para después estudiar en Cheltenham Ladies' College, a pesar de que ella quería estudiar en la universidad de Oxford como sus hermanos.
En 1915 se casó con el remero olímpico Beaufort Burdekin y tuvieron dos hijas en 1917 y 1920. Todos ellos se fueron a Australia a vivir donde Katharine comenzó a escribir. Su primera novela se publicó en 1922, año en el que acabó su relación con Beaufort.

## Carrera como escritora
Durante los años 20 escribió numerosas novelas, pero sin embargo, ella dijo que su primera obra de madurez fue The Rebel Passion (1929).
En 1934 comenzó a utilizar el seudónimo de Murray Constantine, bajo el que comenzó a hablar sobre política. 
En 1934 publicó Proud Man, un libro futurista en el que una persona hermafrodita critica los roles de género de los años 30.
En 1937 publicó su novela más importante, Swastika Night, que consistía en un análisis de la figura masculina en el fascismo. En el libro de Burdekin el mundo del futuro está dividido en dos grandes imperios, la Alemania nazi y el Imperio Japonés, en el cual han pasado más de setecientos años desde el final de la Guerra de los Veinte Años y en este nuevo orden mundial, las mujeres viven en barrios segregados que funcionan como granjas de reproducción, todos los judíos han sido asesinados y Hitler es idolatrado como un dios antiguo.
Tras esta novela escribió más libros sobre la Segunda Guerra Mundial y sobre la igualdad de género.
Uno de sus manuscritos, The end of this Day's business, fue publicado en Nueva York en 1989.